# Sayat

Sayat este o comună în departamentul Puy-de-Dôme, Franța. În 1 ianuarie 2022 avea o populație de 2.519 de locuitori.